# Mansudae-Brunnenpark

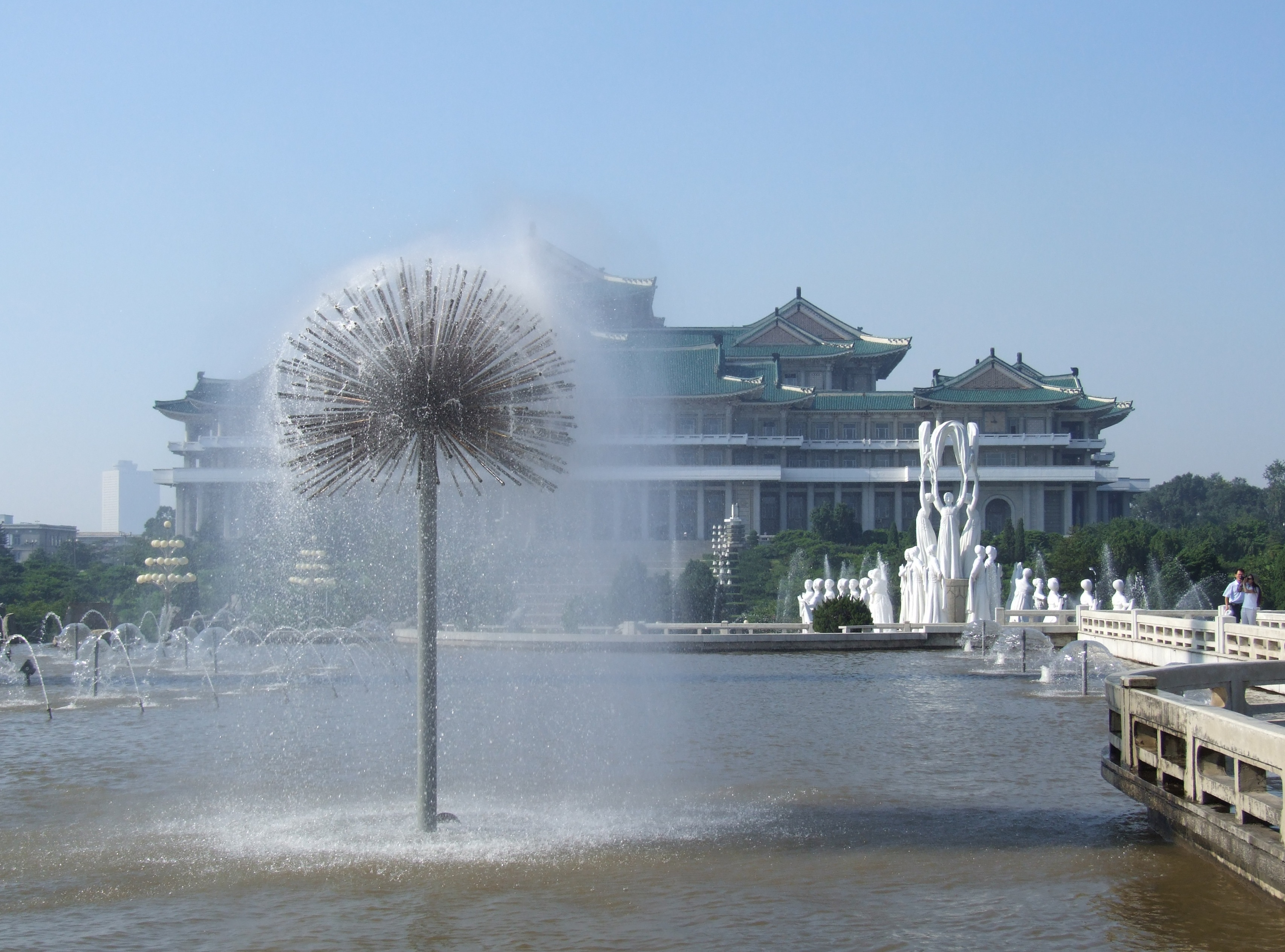
Mansudae-Brunnenpark

Der Mansudae-Brunnenpark ist eine etwa 200 Quadratmeter große Springbrunnen-Anlage bestehend aus mehreren unterschiedlichen Becken in der nordkoreanischen Hauptstadt Pjöngjang. Er befindet sich im Stadtbezirk Chung-guyŏk im Verwaltungsbereich Somun-dong neben der Großen Studienhalle des Volkes und dem Mansudae-Kunsttheater.

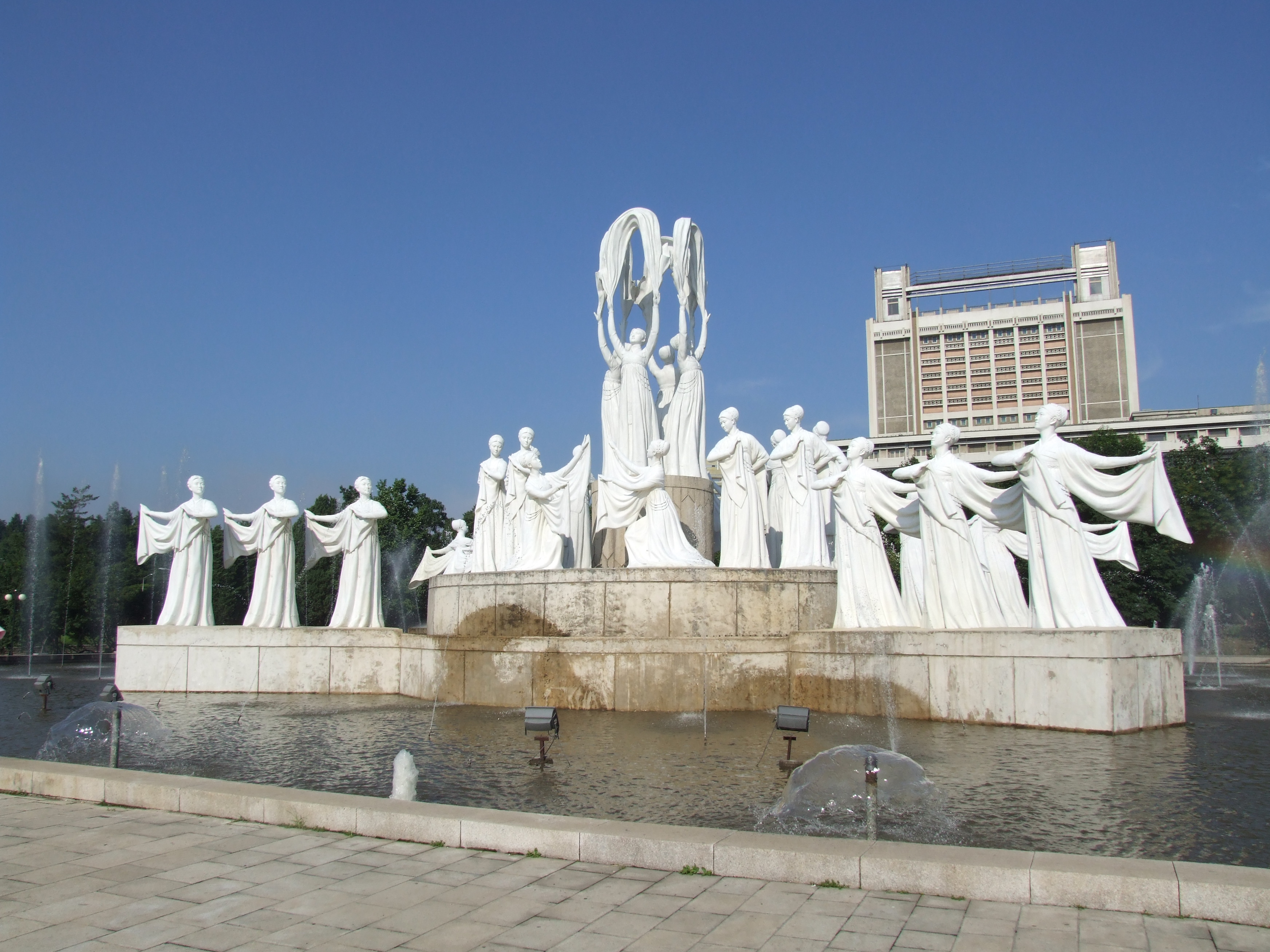
Skulpturengruppe „Snow falls“

Der Brunnenpark wurde 1976 eröffnet. Die zahlreichen Fontänen bilden unterschiedliche Wasserformationen. Die größte und zentrale Fontäne spritzt in eine Höhe von bis zu 80 Metern. Ein zentrales Kunstwerk des Parks bildet die weiße, aus Stein gefertigte Figurengruppe „Snow falls“. Sie stellt 28 Tänzerinnen dar.